# Bupleurum regelii
Bupleurum regelii là một loài thực vật có hoa trong họ Hoa tán. Loài này được Lincz. & V.M.Vinogr. mô tả khoa học đầu tiên năm 1985.